# Carillo Gritti
Carillo Gritti IMC (ur. 12 maja 1942 w Martinengo, zm. 9 czerwca 2016 w Manaus) – włoski duchowny katolicki posługujący w Brazylii, prałat Itacoatiara w latach 2000-2016.

## Życiorys
W 1961 wstąpił do zgromadzenia Misjonarzy Matki Bożej Pocieszenia. śluby wieczyste złożył 16 lutego 1967, zaś święcenia kapłańskie otrzymał 24 czerwca tegoż roku. Był m.in. ekonomem i przełożonym niższego seminarium duchownego w Boario Terme. W 1979 roku został wysłany na misje do Brazylii. Pełnił tam funkcje m.in. proboszcza parafii św. Łucji w Manaus, profesora Pisma Świętego w archidiecezjalnym Instytucie Duszpasterskim, Filozoficznym i Teologicznym (1984-1994 i 1997-2000). W latach 1995–1997 studiował teologię biblijną na Papieskim Uniwersytecie
Urbaniana, uzyskując doktorat z tej dziedziny.

### Episkopat
5 stycznia 2000 papież Jan Paweł II mianował go prałatem terytorialnym Itacoatiara. 9 czerwca tego samego roku z rąk arcybiskupa Alfio Rapisarda przyjął sakrę biskupią. Funkcję sprawował aż do swojej śmierci.
Zmarł 9 czerwca 2016.